# Idromorfone
L'idromorfone è un potente analgesico che agisce sul sistema nervoso centrale e appartiene alla classe degli oppioidi.
Si tratta di un derivato della morfina ed è quindi un farmaco semi-sintetico, ovvero un oppioide.
È utilizzato come analgesico nel dolore acuto e cronico, di intensità da moderata a severa.
L'idromorfone è conosciuto in diversi paesi in tutto il mondo con i nomi commerciali Dilaudid e Dilaudid HP, Hydal, Sophidone, Opidol, Palladone.
È pericoloso per l'organismo se associato con l'alcool o con le benzodiazepine o altri depressori del sistema nervoso centrale, in quanto la combinazione può portare a depressione respiratoria.
L'idromorfone è usato in medicina umana e veterinaria come analgesico oppioide alternativo alla morfina.
È stato sviluppato poco dopo la Diamorfina (eroina) Bayer, della quale successivamente è stato limitato l'utilizzo clinico a scopo antalgico.
Ad oggi la Diamorfina è utilizzabile come analgesico oppioide parenterale (Inghilterra) e soprattutto per la Terapia di Mantenimento nella Dipendenza da Oppiacei di grado severo, quando il paziente non può smettere la somministrazione per via endovenosa di Diamorfina o altri oppioidi

## Usi medici
L'idromorfone è usato per trattare il dolore da moderato a grave. Può essere assunto per via orale o per iniezione endovenosa, intramuscolare o sottocutanea. Gli effetti iniziano entro mezz'ora e durano fino a cinque ore. Ha ampio utilizzo come terapia del dolore, specialmente nelle cure palliative. L'uso a lungo termine è consigliato solo per il dolore di tipo tumorale. C'è poca differenza tra i benefici dell'idromorfone e quelli di altri oppioidi nel trattamento del dolore tumorale.
È tra gli stupefacenti antitosse (farmaci bechici) per i casi di tosse secca, dolorosa, e parossistica derivanti dalla continua irritazione bronchiale dopo l'influenza o altri disturbi correlati all'apparato respiratorio. L'efficacia dell'idrocodone come antitosse e analgesico può essere dovuta in parte alla sua parziale conversione in idromorfone nel fegato.

## Iniezioni letali USA
Negli stati USA che applicano la pena di morte così come in quelli che consentono il Suicidio assistito questa pratica, a determinate condizioni, è consentita, 10cc endovena sono spesso uno dei metodi utilizzati da alcuni malati terminali che possono accedere legalmente a tale scelta, così come nelle esecuzioni capitali per iniezione letale, tra le varie scelte disponibili.

## Effetti collaterali
Gli effetti avversi dell'idromorfone sono simili a quelli di altri analgesici oppioidi, come morfina ed eroina. I principali rischi includono depressione respiratoria dose-correlata, ritenzione urinaria, broncospasmo e, talvolta, depressione circolatoria. Gli effetti collaterali più comuni includono vertigini, sedazione, prurito, costipazione, nausea, vomito, mal di testa, sudorazione e allucinazioni. Questi sintomi sono comuni nei pazienti ambulatoriali e in quelli che non soffrono di forti dolori.

### Sospensione del farmaco
I pazienti che assumono idromorfone possono manifestare sintomi dolorosi se il farmaco viene sospeso. Alcuni soggetti non riescono a tollerare i sintomi da astinenza, il che si traduce nello sviluppo della dipendenza dal farmaco. I sintomi dell'astinenza da oppioidi non sono facili da decifrare, poiché esistono notevoli differenze tra un soggetto e l'altro. I sintomi principali associati all'astinenza da idromorfone includono:
- Dolore addominale
- Ansia o attacchi di panico
- Depressione
- Incapacità di godere delle attività quotidiane
- Dolori muscolari e articolari
- Nausea
- Sudorazione
- Vomito

## Interazioni
Gli agenti depressivi del SNC possono aumentare gli effetti depressivi dell'idromorfone, come altri oppioidi, anestetici, sedativi, ipnotici, barbiturici, benzodiazepine, fenotiazine, cloralio idrato, dimenidrinato e glutetimide. L'effetto depressivo dell'idromorfone può essere potenziato dagli inibitori delle monoaminossidasi (inibitori delle MAO), dagli antistaminici di prima generazione (bromfeniramina, prometazina, difenidramina, clorfenamina), beta-bloccanti e alcol. Quando è prevista la terapia combinata, la dose di uno o di entrambi gli agenti deve essere ridotta.

## Farmacologia
L'idromorfone è un agonista μ-oppioide semisintetico. Si tratta di un chetone idrogenato della morfina, e perciò condivide le proprietà farmacologiche tipiche degli analgesici oppioidi. L'idromorfone e gli oppioidi correlati producono i loro effetti principali sul sistema nervoso centrale e sul tratto gastrointestinale. Questi includono analgesia, sonnolenza, annebbiamento mentale, cambiamenti di umore, euforia o disforia, depressione respiratoria, soppressione della tosse, diminuzione della motilità gastrointestinale, nausea, vomito, aumento della pressione del liquido cerebrospinale, aumento della pressione biliare e restringimento delle pupille.